# Beniamino Costantini
Beniamino Costantini (Orsogna, 18 marzo 1871 – Roma, 29 novembre 1919) è stato uno storico italiano.

## Biografia
Nel 1881 terremoti di notevole intensità colpirono Orsogna, la scossa più forte si verificò il 10 settembre. Nonostante la sua giovane età, Beniamino Costantini, presente ad Orsogna durante il sisma, fece una cronaca dettagliata dell'evento.
Il suo primo libro di storia fu “Guardiagrele nel 1799” pubblicato nel centenario della Resistenza di Guardiagrele ai francesi.
Grazie all'esame dei processi politici della Corte Criminale di Chieti raccolse il materiale storico che gli consentì di redigere il volume "Azione e Reazione, notizie storico-politiche degli Abruzzi, dal 1848 al 1870".
Si dedicò quindi all'analisi della partecipazione del Clero agli avvenimenti dell'epoca risorgimentale e scrisse il volume “I moti d'Abruzzo dal 1789 al 1860”, seguito di "Azione e Reazione" (Chieti, 1904), per cui consultò varie carte dell'archivio Provinciale processuale di Chieti del tutto inedite. 
Il resto della sua produzione storica è particolarmente dedicata ai personaggi che fecero la storia abruzzese, come i de Innocentiis di Orsogna e lo scultore Modesto Parlatore.
Scrisse una memoria storica su Orsogna, incompiuta e conservata dal fratello Pio Costantini, fino alla pubblicazione nel 1999 a chea di Vito Moretti.

## Scritti
- Guardiagrele nel 1799 - appunti storico-critici sulla memorabile resistenza opposta ai francesi e sulla opportunità di una commemorazione politica - Chieti - Tip. Cerritelli, 1899.
- Azione e reazione: notizie storico-politiche degli Abruzzi, specialmente di quello Chietino, dal 1848 al 1870 - C. di Sciullo, 1902
- I terremoti d'Abruzzo, in Rivista Abruzzese di Scienze, Lettere ed Arti, Teramo, a. XXX, fascicolo VI, giugno 1915, pp. 281-295
- I moti d'Abruzzo dal 1798 al 1860 e il clero - Cerchio - A. Polla, stampa 1986
- L'angelo della emigrazione : Angelo Camillo De Meis nel primo centenario della nascita - Teramo - Tip. A. De Carolis, 1918
- L'arte degli arazzi : una scuola di restauro - Teramo - De Carolis, 1913
- Carlo Altobelli - Teramo - A. De Carolis, 1919
- Ettore Ianni : la significazione del "Trionfo della morte" - Teramo - A. De Carolis, 1915
- Gian Fedele Cianci educatore e poeta - Teramo - A. De Carolis, 1918
- Il Palazzo provinciale di Chieti - Teramo - A. De Carolis, 1916
- Il problema della pubblica istruzione in Abruzzo - Teramo - tip. del Lauro, 1916
- Opere archeologiche, in «Rivista abruzzese di scienze,  lettere ed arti», Teramo, a. XXXI (1916), n. 2, p. 104,